# Posit Software, PBC
Ne doit pas être confondu avec le logiciel de traitement de données RStudio et le logiciel de récupération de données R-Studio.
Posit Software, PBC (anciennement connu sous le nom RStudio, PBC) est une entreprise américaine qui développe et édite des logiciels et des services autour des langages R et Python.
L'entreprise développe notamment l'environnement de développement intégré RStudio, le framework Shiny (en) permettant de réaliser des applications interactives, le logiciel Quarto de publication scientifique et technique, et les services RStudio Connect et Shiny Server pour héberger des notebooks et des applications Shiny en ligne. L'entreprise a été fondée par Joseph J. Allaire. Hadley Wickham, développeur des bibliothèques ggplot2 et dplyr, est directeur scientifique de RStudio.
En juillet 2022, lors de la conférence RStudio::Connect, l'entreprise annonce qu'elle change de nom à partir d'octobre 2022 et devient Posit Software.